# Porto da Barra
Porto da Barra (portugisiska: Praia do Porto da Barra, engelska: Porto da Barra Beach) är en strand i Brasilien.   Den ligger i delstaten Bahia, i den östra delen av landet, 1 100 km öster om huvudstaden Brasília.